# Domnitsa Lanitou-Kavounidou
Domnitsa Lanitou-Kavounidou (griechisch Δομνίτσα Λανίτου-Καβουνίδου, auch Domna Lanitou-Kavounidou, geborene Lanitou; * 6. oder 7. April 1914 in Limassol (Zypern); † 20. Juni 2011 in Athen) war die erste griechisch-zypriotische Frau, die in der Disziplin Leichtathletik an Olympischen Spielen teilnahm.

## Leben
Lanitou-Kavounidou war die Tochter von Sapho Kolakidi und Nikolaos Lanitis, der als Abgeordneter Zyperns aktiv für die Vereinigung seines Heimatlandes mit Griechenland kämpfte. Er war ein begeisterter Förderer der Leichtathletik und gründete 1892 mit anderen den Sportverein Olympia in Limassol (Γυμναστικού Συλλόγου Λεμεσού «Ολύμπια»). Lanitou-Kavounidou wurde schon als Kind von ihrem Vater dabei unterstützt, Sport auszuüben und an Wettkämpfen teilzunehmen, was damals bei Mädchen eine Seltenheit war. 1931 zog Lanitou-Kavounidou nach Athen und ging auf dem Amerikanischen College Griechenlands (Αμερικανικό Κολλέγιο Ελλάδος) zur Schule.
Anschließend studierte sie an der Panteion-Universität Athen Politik. Nachdem sie ihr Studium abgeschlossen hatte, heiratete sie 1941 Kostas Kavounidis und bekam mit ihm einen Sohn.
Während des Zweiten Weltkrieges arbeitete sie freiwillig als Krankenschwester und trainierte parallel aber weiter.
Nach ihrer sportlichen Karriere widmete sich Lanitou-Kavounidou dem Sport-Journalismus und schrieb in verschiedenen griechischen Zeitungen Sportreportagen. Außerdem war sie in zahlreichen Vereinen aktiv, so in dem Verband für Frauenrechte (Συνδέσμου για τα Δικαιώματα της Γυναίκας) und dem Verein griechischer Wissenschaftlerinnen (Συλλόγου Ελληνίδων Επιστημόνων). Sie war auch Vize-Präsidentin der Vereinigung der Zyprioten in Griechenland (Ένωση Κυπρίων Ελλάδας) und Mitglied der Gesellschaft für die Selbstbestimmung Zyperns (Εταιρείας Αυτοδιάθεσης Κύπρου). Im Verband der griechischen Turnvereine SEGAS setzte sie sich für die Förderung des Frauensports ein. Sie versuchte auch, als Politikerin aktiv zu werden und ließ sich 1958 als Kandidatin der Liberalen Partei (Κόμμα Φιλελευθέρων) für Athen in den Parlamentswahlen aufstellen.
Auch später engagierte sie sich politisch. So nahm sie am 20. April 1975 an der ersten Demonstration der Frauen-Protestbewegung Die Frauen kehren zurück (Οι γυναίκες επιστρέφουν) in Ammochostos (Zypern) teil. Ziel der Bewegung war, nach der türkischen Invasion Zyperns friedlich gegen die Besetzung Nord-Zyperns durch das türkische Militär zu protestieren.
Domnitsa Lanitou-Kavounidou starb hochbetagt 2011 in Athen.

## Karriere
Lanitou-Kavounidou begann schon als Kind in Limassol mit Leichtathletik. Mit 14 gewann sie bei den gesamt-zypriotischen Meisterschaften in den Disziplinen Hochsprung und Weitsprung.
Ab 1931 trainierte sie in Athen sowohl in den Sportanlagen des Amerikanischen Colleges, als auch in ihrem Verein, dem Sportverein Palaiou Falirou AOPF (Αθλητικό Όμιλο Παλαιού Φαλήρου). Im selben Jahr nahm sie zum ersten Mal an panhellenischen (gesamt-griechischen) Leichtathletik-Wettkämpfen teil und gewann in allen sieben Kategorien (Weitsprung, Weitsprung aus dem Stand, Hochsprung, Standhochsprung, 100-Meter-Lauf, 60-Meter-Lauf, 4-mal-100-Meter-Staffel), an denen Frauen teilnehmen konnten. In den folgenden Jahren verbesserte sie nicht nur ihre Leistungen, sondern sie erreichte 1932 auch den damaligen Weltrekord im Weitsprung aus dem Stand. Ihr Zeiten beim 100-Meter-Lauf und 80-Meter-Hürdenlauf waren bei den Balkan-Wettkämpfen so gut, dass sie einen Balkan-Rekord aufstellte und sich auch für die Olympischen Spiele in Berlin qualifizieren konnte.
1935 wurde sie in die griechische Nationalmannschaft aufgenommen und nahm als Mitglied der griechischen Delegation 1936 an den Olympischen Spielen teil, obwohl die Delegation sie anfangs wegen ihres Geschlechts nicht fest angemeldet hatte und verlauten ließ, „vielleicht“ käme eine gewisse Lanitou mit nach Berlin. Trainer der griechischen Leichtathletik-Mannschaft war der Ungar Otto Simitsek. Unter dem Namen Domnitsa Lanitou startete sie als erste griechisch-zypriotische Frau in der Leichtathletik in zwei Kategorien: 100-Meter-Lauf und 80-Meter-Hürdenlauf. Im Hürdenlauf schaffte sie es bis zum Halbfinale, das sie als sechste Läuferin beendete. Ihre Bestzeiten waren 12,4 Sekunden im 100-Meter-Lauf und 12,2 Sekunden im 80-Meter-Hürdenlauf.
Auf der Rückreise von den Olympischen Spielen nahm sie in Volos auch an einem 4-mal-100-Meter-Staffellauf der Herren teil, da eine Mannschaft keinen vierten Mann für den Wettkampf fand. Dieses Ereignis wird dafür angeführt, dass Lanitous sportliche Leistungen auch von Männern anerkannt wurden.
Nach dem Zweiten Weltkrieg wurde sie in den Vorstand des Verbands griechischer Turnsportvereine SEGAS (Σύνδεσμος Ελληνικών Γυμναστικών Αθλητικών Σωματείων) berufen. 1948 ging sie noch einmal bei den Olympischen Sommerspielen in London für Griechenland an den Start. Dieses Mal war sie verheiratet und wurde unter dem Namen Domnitsa Kavounidou geführt. Sie startete nur beim 80-Meter-Hürdenlauf der Frauen und schied im Vorlauf aus. Auch bei dieser Olympiade war sie die einzige griechisch-zypriotische Leichtathletin.
1950 beendete sie ihre Sport-Karriere.

## Ehrungen
2003 wurde Lanitou-Kavounidou von der Internationalen Olympischen Akademie IOA mit dem Preis Athina geehrt, der Sportlerinnen und Sportlern überreicht wird, die sich um die olympische Idee verdient gemacht haben.
In ihrer Heimatstadt Limassol wurde eine Straße nahe dem Stadion nach ihr benannt.